# 4841 Manjiro
4841 Manjiro (1989 UO3) là một tiểu hành tinh vành đai chính được phát hiện ngày 28 tháng 10 năm 1989 bởi T. Seki ở Geisei.